# Tafelmusik (Telemann)
Tafelmusik è una raccolta di composizioni strumentali di Georg Philipp Telemann (1681–1767), pubblicata nel 1733. Il titolo originale è Musique de table. L'opera è una delle composizioni più conosciute di Telemann; è il culmine e al tempo stesso uno degli ultimi esempi di musica da tavola cortese.

## Pubblicazione
La composizione si rivolgeva prevalentemente agli amanti della musica facoltosi. L'insieme completo delle parti della vasta opera, inciso in rame, costava 8 Reichstaler, un prezzo esorbitante, considerando il fatto che Johann Sebastian Bach ricevette la stessa somma come compenso per un'orchestra completa in un concerto di corte.
Sono stati trovati più di 200 sottoscrittori disposti a pagare il prezzo in anticipo e il cui nome, stato sociale e indirizzo erano pubblicati nella prima edizione dell'opera. L'illustre elenco comprendeva teste coronate, nobildonne e mercanti, nonché musicisti e compositori tedeschi e non tedeschi — tra gli altri Georg Friedrich Händel di Londra, Johann Georg Pisendel e Johann Joachim Quantz di Dresda e Michel Blavet di Parigi.
Telemann, che era direttore musicale ad Amburgo, al momento della pubblicazione, scrisse:
"Spero che questo lavoro mi porti gloria un giorno; ma non avrai mai rimpianti per il suo valore."
Max Seiffert ha dimostrato 18 diverse citazioni, dalla Tafelmusik, nelle opere di Händel; ai loro tempi questo non era considerato plagio. Al contrario, Telemann si sentiva lusingato, tanto più che Händel ricambiava procurando piante rare per il suo vecchio amico.

## Struttura
Il lavoro si compone di tre parti, tutte con uguale struttura: iniziano con un'ouverture per orchestra a grandezza naturale, seguiti da un quartetto per tre strumenti e basso continuo, da un concerto strumentale per più strumenti soli e archi, da una trio sonata e da una sonata solista con continuo. I movimenti finali sono intitolati Conclusione da Telemann: in essi riprende tonalità e strumentazione dell'ouverture; oltre a ciò, le tonalità e la strumentazione non seguono alcuno schema riconoscibile.
Con ouverture, concerto, trio e sonata solista e il raro quartetto, in epoca barocca, ogni parte offre un esempio dei più importanti generi strumentali.

### 1.Production
Ouverture (Suite) in mi minore, TWV 55:e1 per due flauti, archi e basso continuo
- Ouverture: Lentement - Vite - Lentement
- Rejouissance
- Rondeau
- Loure
- Passepied
- Air
- Gigue

Quartetto in sol maggiore, TWV 43:G2 per flauto, oboe, violino e continuo
- Largo – Allegro – Largo
- Vivace – Moderato – Vivace
- Grave
- Vivace

Concerto in la maggiore, TWV 53:A2 per flauto, violino, violoncello, archi e basso continuo
- Largo
- Allegro
- Grazioso
- Allegro

Trio in mi bemolle maggiore, TWV 42:Es1 per due violini e basso continuo
- Affettuoso
- Vivace
- Grave
- Allegro

Sonata in si minore, TWV 41:h4 per flauto e continuo
- Cantabile
- Allegro
- Dolce
- Allegro

Conclusione in mi minore, TWV 50:5 per due flauti, archi e continuo
- Sinfonia

### 2.Production
Ouverture (Suite) in re maggiore, TWV 55:D1 per oboe, tromba, archi e continuo
- Ouverture
- Air: Tempo giusto
- Air: Vivace
- Air: Presto
- Allegro

Quartetto in re minore, TWV 43:d1 per due flauti, flauto dolce (o fagotto) e continuo
- Andante
- Vivace
- Largo
- Allegro

Concerto in fa maggiore, TWV 53:F1 per tre violini, archi e basso continuo
- Allegro
- Largo
- Vivace

Trio in mi minore, TWV 42:e2 per flauto, oboe e continuo
- Affettuoso
- Allegro
- Dolce
- Vivace

Sonata in la maggiore, TWV 41:A4 per violino e continuo
- Andante
- Vivace
- Cantabile
- Allegro – Adagio – Allegro – Adagio

Conclusione in re maggiore, TWV 50:9 per oboe, tromba, archi e continuo
- Allegro – Adagio – Allegro

### 3.Production
Ouverture (Suite) in si bemolle maggiore, TWV 55:B1 per due oboi, fagotto, archi, continuo
- Ouverture
- Bergerie (un peu vivement)
- Allegresse (vite)
- Postillons
- Flaterie
- Badinage (très vite)
- Menuet

Quartetto in mi minore, TWV 43:e2 per flauto, violino, violoncello e continuo
- Adagio
- Allegro
- Dolce
- Allegro

Concerto in mi bemolle maggiore, TWV 54:Es1 per due corni, archi e continuo
- Maestoso
- Allegro
- Grave
- Vivace

Trio in re maggiore, TWV 42:D5 per due flauti e continuo
- Andante
- Allegro
- Grave – Largo – Grave
- Vivace

Sonata in sol minore, TWV 41:g6 per oboe e continuo
- Largo
- Presto: Tempo giusto
- Andante
- Allegro

Conclusione in si bemolle maggiore, TWV 50:10 per due oboi, fagotto, archi, continuo
- Furioso